# Juarez (Film)
Juarez ist ein US-amerikanischer Historienfilm aus dem Jahr 1939, der die dramatischen Ereignisse um die Revolution in Mexiko unter der Führung von Benito Juárez und die anschließende Erschießung Kaiser Maximilians I. 1867 schildert. Die Hauptrollen spielen Paul Muni, Bette Davis und Brian Aherne unter der Regie von William Dieterle.

## Handlung
1863 plant der französische Kaiser Napoleon III. das von Unruhen erschütterte Mexiko zu einem Satellitenstaat zu machen. Der historische Moment für eine militärische Intervention scheint günstig, da die USA in den Sezessionskrieg verwickelt sind und so den offenen Verstoß gegen die Monroe-Doktrin nicht ahnden können. Napoleon III. installiert den jungen und naiven Habsburger Maximilian als Kaiser der Mexikaner. Die tatsächliche Macht des Herrschers basiert allein auf der französischen Militärmacht. Maximilian I. und seine psychisch labile Ehefrau Charlotte versuchen segensreich zu wirken, doch die Pläne, das Wohl der Untertanen zu mehren, scheitern ein aufs andere Mal an den Interventionen der Franzosen. 1867 verlassen die Franzosen das Land, und Maximilian versucht vergeblich, sich mit dem Revolutionär Benito Juárez zu arrangieren. Ein verzweifelter Versuch von Charlotte, in Paris den Kaiser zu bewegen, erneut Truppen zu senden, bleibt vergeblich. Die Kaiserin von Mexiko erleidet daraufhin einen psychischen Zusammenbruch, von dem sie sich nie wieder erholt. Das Schicksal des nunmehr abgesetzten Kaisers von Mexiko erfüllt sich. Juárez ordnet seine Exekution durch Erschießen an und überwacht persönlich die Ausführung.

## Hintergrund
Warner Brothers war in den 1930er Jahren spezialisiert auf die Verfilmung von historischen Biographien bekannter und berühmter Menschen. Zunächst tat sich George Arliss hervor, der zahlreiche Männer der Geschichte darstellte, von dem Philosophen Voltaire über Richelieu bis zum britischen Premierminister Disraeli. Ab 1935 übernahm dann Paul Muni die Verantwortung, bedeutende Männer in aufwendig produzierten Filmepen zum Leben zu erwecken. Louis Pasteur und Das Leben des Emile Zola brachten dem Studio viel Prestige, etliche Oscars und sogar ein wenig Gewinn.
Nach dem Erfolg von The White Angel mit Kay Francis als Florence Nightingale begannen Mitte 1937 die Arbeiten für ein Folgeprojekt. Das Studio plante, Francis als Kaiserin Charlotte von Mexiko einzusetzen. Der eskalierende Streit zwischen der Schauspielerin und dem Studio, der im September 1937 in eine Gerichtsverhandlung mündete, brachte jedoch eine Neujustierung des Projekts mit sich. Bette Davis, deren eigene Auseinandersetzungen mit Warner Brothers 1936 in einer Niederlage für die Schauspielerin geendet hatten, übernahm die Rolle von Francis. Dann bekundete jedoch Paul Muni Interesse an der Rolle des Benito Juárez, und das Drehbuch wurde tiefgreifend umgeschrieben, um jetzt den Fokus auf den Revolutionär zu legen. Die drei Protagonisten treffen jedoch zu keinem Zeitpunkt der Geschehnisse auf der Leinwand aufeinander, so dass im Grunde zwei unterschiedliche Geschichten erzählt werden. Der Film wurde daher auch parallel gedreht: Während der eine Teil die Ereignisse rund um den Kaiser von Mexiko schilderte, behandelte der zweite Teil die Geschichte von Juárez. Am Schneidetisch wurden die beiden Erzählstränge dann zu einem Handlungsbogen vereinigt. Das Ergebnis wurde weder von den Kritikern noch von den Zuschauern gemocht: Juarez erwies sich als finanzieller Reinfall.
Der Film wurde vom 17. November 1938 bis zum 6. Februar 1939 in den Warner Bros. Studios Burbank gedreht. Die Außenaufnahmen entstanden in Calabasas, San Fernando Valley und Mexiko. Die Uraufführung erfolgte am 25. April 1939 im Hollywood Theatre, New York. Allgemeiner Kinostart war am 10. Juni 1939.

## Kritik
Der Evangelische Film-Beobachter zieht folgendes Fazit: „Ein in Drehbuch und Regie sehr geschickt gemachter Tonfilm der frühen US-amerikanischen Monumentalfilm-Produktion. Gut anschaubar ab 15 Jahren.“

## Auszeichnungen
Bei der Oscarverleihung 1940 erhielt der Film Nominierungen in den Kategorien
- Bester Nebendarsteller – Brian Aherne
- Beste Kamera (Schwarz-Weißfilm) – Tony Gaudio